# لیزا باتیاشویلی
لیزا باتیاشْویلی (به گرجی: ლიზა ბათიაშვილი) (زادهٔ ۱۹۷۹) موسیقی‌دان گرجی و نوازندهٔ ویولن است.
او در سال ۱۹۷۹ میلادی از پدری ویولنیست و مادری پیانیست در گرجستان زاده شد. لیزا اولین بار در چهارسالگی نواختن ویولن را از پدرش آموخت و بعدها در کنسرواتوار هامبورگ تحصیل کرد.
او در کنار همسرش فرانسوا لُلو، نوازندهٔ مشهور اُبوا اهل فرانسه و دو فرزندش در فرانسه زندگی می‌کند.
او اکنون در زمرهٔ بهترین ویولنیست‌های دنیاست و تاکنون به اجرای برنامه با بسیاری از ارکسترهای بزرگ پرداخته‌است. او اخیراً یک کنسرتو ویولن از یوهانس برامس را با ارکستر فیلارمونیک استکهلم به روی صحنه برد.